# Foldit
 Foldit es un juego de ordenador experimental, basado en la plataforma Rosetta@home, que consiste en predecir la estructura tridimensional de las proteínas y su plegamiento a partir de su secuencia de aminoácidos. Su propósito es encontrar, gracias a la intuición y suerte del jugador, las formas naturales de las proteínas que forman parte de los seres vivos.
El programa es fruto de la colaboración del departamento de Bioquímica y del de Informática e Ingeniería de la Universidad de Washington. Es considerado un híbrido entre crowdsourcing y computación distribuida.
La primera versión beta salió a la luz el 9 de mayo de 2008, después de que los usuarios de Rossetta@home sugirieron una versión interactiva del programa de computación distribuida.

## Premios y distinciones
- En 2013 recibió una mención a la excelencia técnica en el Independent Game Festival.[3]
- En 2012 recibió el premio Katerva por la categoría de cambio de comportamientoPremios Katerva Press Release.

## Herramientas
Para modificar las proteínas cuenta con las siguientes herramientas semi-visuales:
1. Rebuild
2. Shake
3. Wiggle
4. Align guide
5. Freeze structure
6. Idealize
7. Cut
8. Tweak

## Página Oficial del Proyecto
https://fold.it/